# Luis Muñoz Marín International Airport
Luis Muñoz Marín International Airport (IATA: SJU, ICAO: TJSJ) er en lufthavn som blev åbnet i 1955 under navnet Isla Verde International Airport (Spansk:Aeropuerto Internacional de Isla Verde) Lufthavnen blev derefter omdøbt i 1985, da den fik det nuværende navn. Lufthavnen dækker hovedstaden San Juan i Puerto Rico, hvor det er den eneste internationale lufthavn.
Lufthavnen er opkaldt efter den puortoricanske digter, forfatter og politiker Luis Muñoz Marín.

## Flyselskaber og destinationer
| Flyselskaber                                          | Destinationer | Terminal |
| ----------------------------------------------------- | --- | -------- |
| Air Antilles Express                                  | Fort-de-France, Pointe-à-Pitre Sæson: Sint Maarten (fra juli 2015) | A        |
| Air Canada                                            | Sæson: Toronto-Pearson | B        |
| Air Europa                                            | Madrid | D        |
| Air Flamenco                                          | Culebra, Vieques | A        |
| Air Sunshine                                          | Anguilla, Dominica-Melville Hall, Nevis, Sint Maarten, Saint Thomas, Tortola, Vieques, Virgin Gorda | A        |
| American Airlines                                     | Chicago-O'Hare, Dallas/Fort Worth, Miami, New York-JFK | D, E     |
| Avianca                                               | Bogotá | D        |
| Cape Air                                              | Culebra, Mayagüez, St. Croix, Saint Thomas, Tortola, Vieques, Virgin Gorda Sæson: Anguilla,Nevis | B        |
| Condor                                                | Frankfurt | D        |
| Copa Airlines                                         | Panama City | B        |
| Delta Air Lines                                       | Atlanta, New York-JFK Sæson: Detroit, Minneapolis/St. Paul | B        |
| Insel Air Aruba                                       | Aruba (starter 2.juli, 2015) |          |
| InterCaribbean Airways                                | Providenciales, Puerto Plata | A        |
| JetBlue Airways                                       | Boston, Chicago O'Hare, Fort Lauderdale, Hartford, New York-JFK, Newark, Orlando, Punta Cana, Santiago de los Caballeros, Santo Domingo-Las Américas, St. Croix, Sint Maarten, St. Thomas, Tampa, Washington-National | A        |
| LIAT                                                  | Antigua, Dominica-Melville Hall, Tortola (starter 16.juli, 2015 | A        |
| Norwegian Air Shuttle opereres af Norwegian Long Haul | København (starter 6, november 2015), London-Gatwick (starter 4. november, 2015), Oslo-Gardermoen (starter 1. november, 2015), Stockholm-Arlanda(starter 3. november, 2015)                                           | D        |
| Seaborne Airlines                                     | Anguilla, Dominica-Melville Hall, Fort-de-France, La Romana, Nevis, Pointe-à-Pitre, Punta Cana, Santo Domingo-Las Américas, St. Croix, Saint Kitts, Saint Thomas, Sint Maarten, Tortola                               | D        |
| Southwest Airlines                                    | Baltimore, Fort Lauderdale, Orlando, Tampa Sæson: Houston-Hobby | B        |
| Spirit Airlines                                       | Fort Lauderdale, Orlando | B        |
| Sun Country Airlines                                  | Fort Myers, Minneapolis/St. Paul | D        |
| Tradewind Aviation                                    | Anguilla, Nevis, Saint Barthélemy | A        |
| United Airlines                                       | Chicago-O'Hare, Houston-Intercontinental, Newark, Washington-Dulles Sæson: Cleveland | B        |
| US Airways opereres af American Airlines              | Charlotte, Philadelphia | D        |
| Vieques Air Link                                      | Vieques | A        |
| Volaris                                               | Cancún (starter 2.juli, 2015) | TBD      |
| WestJet                                               | Toronto-Pearson | D        |